# McCool Junction (Nebraska)
McCool Junction je selo u američkoj saveznoj državi Nebraska. Prema popisu stanovništva iz 2010. u njemu je živjelo 409 stanovnika.